# 養廉銀
養廉銀，又稱養廉金、養廉錢，是清朝官員的俸祿制度，在中國歷史上為清朝特有。雍正元年（1723年），雍正帝創立了養廉銀制度，本意是想藉由高薪來培養及鼓勵官員廉潔的習性，進而避免貪污的情事發生，因此取名為「養廉」。但在攤丁入畝、火耗歸公之後，清政府將所有稅收（包括酒醋稅等地方稅）改歸朝廷所有，致使地方財政困難；因此，看似高薪養廉，然而實際上將地方的行政費用歸於地方首長所有，導致清朝地方貪腐的情況為史上之最。
越南阮朝初年，明命帝為了防止官員貪污，從中國引進了養廉銀制度。

## 成因
清初文官的俸禄标准，表面是號稱延續万历《大明會典》制定的低薪制，知县每月支俸三两银，“一家一日粗食安饱兼餵马匹，须银五六钱；一月俸不足五六日之费”。
但是實際上《大明會典》記載，正七品除了底薪外，還有其他實物補償或其折抵津貼：
- 歲該俸九十石。
  - 本色俸五十四石
    - 支米十二石
    - 折銀俸卅五石 - 銀廿六兩九錢五分
    - 折絹七石

  - 折色俸卅六石
    - 折布俸十八石 - 銀五錢四分
    - 折鈔俸十八石 - 色鈔三百六十貫

以上合計一年約領大米一千一百零五公斤，還有絹布、二十七兩五錢白銀及寶鈔三百六十貫，足夠十二口人一年的開銷。再加上明代所有的外命婦與誥命夫人有自己的年俸、並不包含在官員支俸中，地方官府的行政、人事、伙食開銷也不需要地方官員負責，再加上七品優免田賦八十畝、免徭役八人。又再加上稍為大一點的官多半有兼職俸，比如夏原吉領戶部尚書、太子少傅、少保三種職務俸祿，王守仁領兵部尚書、左都御史、伯爵（新建伯）三俸，海瑞亦有吏部右侍郎、南京右都御史二俸，加上外命婦的俸給，各邊鎮守各官尚有一至二十顷的養廉田，這些都不需要「孝敬」京官，也不需要被內務府或皇帝巧立名目訛詐，因此明代官員的真實薪俸比表面所認知的要來的高。但明朝官員一般家口眾多，以海瑞为例，海瑞任淳安县县令时，除了老母、妻子之外，还有两三个女儿、两个儿子，加上家仆、婢女，可能还有奶妈，总共有十来口人；而工资经七折八扣，实际领到的是12石大米、27.49两银子和360贯钞。當時钞已經很無價值，可以忽略不计。仅以12石大米、27.49两银子来计算，十来口人用这些工资，生活就不免拮据。海瑞的家庭结构已经算是非常简单的，生活标准也不算高，但已捉襟见肘；至于其他官员，就可想而知了。
所以清初延續的並不是明代的薪俸制度，而是關外戰時分贓制的滿人至上分肥制度，除了本薪支俸外的東西全部遭大量取消或沒收，尤其是漢人官員；導致很多官員在雍正前根本食不裹腹，所以必須從百姓身上剝削。因此在康熙末年幾乎是無官不貪，甚至康熙帝因為知道官員的困難，也刻意不追究官員們互相送禮、包紅包的習氣。雍正元年（1723年）特設養廉銀，“因官吏貪贓時有所聞，特設此名；欲其顧名思義，勉為廉吏也”，“知大臣祿薄不足用，故定中外養廉銀兩，歲時賞上方珍物無算”。養廉銀的來源來自地方火耗或稅賦，因此視各地富庶與否，養廉銀數額均有不同。
一般來說，養廉銀通常為本薪的十倍到百倍，其標準混亂缺乏公平性。光绪《清全典事例》记载範例：
- 总督為一萬至兩萬两
- 巡抚為一萬至一萬五千两
- 布政使為五千至九千两
- 按察使為三千至八千四百四十四两

例如，台灣巡撫劉銘傳的年薪為一百五十五兩銀，養廉銀則達一萬兩銀。而台灣總兵年俸六十七兩銀，軍事加給一百四十四兩銀，而養廉銀則為一千五百兩銀，“都司全年俸薪、馬乾、養廉銀四百四十九兩，千總俸薪、馬乾、養廉銀一百九十二兩，外委養廉銀三十六兩，增設各兵加餉銀九百五十二兩耳，凡共需銀四千六百餘兩。”

## 後果
養廉銀並沒有完全解決官員的生計問題，因此反而加重貪汙，其中一般的京官因為沒有統治地方而沒有火耗或稅賦，京城開銷又大，並未有足夠的銀錢收入，所依賴的是地方官的冰敬與炭敬等行賄，李慈銘在日记中称：“京官贫不能自存，逢一外吏入都，皆考论年世乡谊，曲计攀援。”曾国藩擔任翰林院检讨后，家書提到：“男目下光景渐窘，恰有俸银接续，冬下又望外官例寄炭资，今年尚可勉强支持。至明年则更难筹画。”。而各地又有肥瘦之分能調到繁榮地區當官當然收益大，這就促使地方官和京官的權錢交易關係，誰能調到哪裡去當官，京官往往有實質影響力。
另一方面養廉銀又助養官員的豪奢，张集馨从道员升任按察使后进京觐见的花费是：“别敬军机大臣，每处四百金，赛鹤汀不收；上下两班章京，每位十六金，如有交情，或通信办折者，一百、八十金不等；六部尚书、总宪百金，侍郎、大九卿五十金，以次递减；同乡、同年以及年家世好，概行应酬，共用别敬一万五千余两”《清朝文献通考》批评：“入愈丰而累愈重，知有私不知有公。纵倍给薪津，岁增经费，何补若人之挥霍，空益小民之负担”，這是因為“廪入既厚，纵侈随之，酬应则踵事增华，服用则豪奢逾度。”再加上晚清财政困难，俸银、养廉银常常停支，官员“借口于养廉不足，肆行侵渔”。

## 研究書目
- Madeleine Zelin（曾小萍）著，董建中譯：《州縣官的銀兩——18世紀中國的合理化財政改革》（北京：中國人民大學出版社，2005）。
- 佐伯富著，鄭樑生譯：《清雍正朝的養廉銀研究》（臺北：臺灣商務印書館，1996）。